# Claude Dielna
Claude Dielna (Clichy-la-Garenne, 14 dicembre 1987) è un ex calciatore francese, di ruolo difensore.

## Carriera
Dopo aver esordito nella squadra riserve del Caen, dal 2006 al 2008 è stato in rosa al Lorient, squadra di Ligue 1, con cui non ha mai esordito in gare ufficiali. Nel 2008 è stato ceduto all'Istres, con cui nella stagione 2008-2009 ha giocato 33 partite nel Championnat National, la terza serie francese, contribuendo alla vittoria del campionato. L'anno seguente ha esordito in Ligue 2, categoria in cui ha giocato 21 partite senza segnare; è rimasto all'Istres per altre due stagioni consecutive, in cui ha segnato un gol in 41 presenze complessive. Nella stagione 2012-2013 viene acquistato dall'Olympiakos, che lo gira subito in prestito in Ligue 2 al Sedan, mentre nella stagione 2013-2014 è passato all'Ajaccio (sempre in prestito), con cui il 18 agosto 2013 ha esordito nella partita pareggiata per 1-1 sul campo del Paris Saint-Germain. Al termine del prestito (chiuso con 20 presenze senza reti), scioglie ogni vincolo contrattuale con l'Olympiakos; si accasa quindi da svincolato allo Sheffield Wednesday in Championship (la seconda serie inglese).

## Palmarès

### Club

#### Competizioni nazionali
- Championnat National: 1

Istres: 2008-2009
- Coppa di Lega rumena: 1

Dinamo Bucarest: 2016-2017
- Campionato maltese: 1

Ħamrun Spartans: 2020-2021